# Innocenti 950 Spider
Innocenti 950 Spider — кабриолет производства итальянской компании Innocenti. Производился с 1960 по 1969 годы.

## История
Инноченти, известная в это время своими элементами для строительных лесов и мотороллерами Lambretta, решила начать производство автомобилей. В дополнение к приобретенной у British Motor Corporation лицензии на производство знаменитого Mini, было решено начать сборку Austin A40 с дизайном конкретной модели, Spider 950.
В ноябре 1960 года на Туринском автосалоне, был представлен Spider 950 с ценой, достаточно конкурентоспособной по сравнению с аналогичными моделями, в 1 миллион и 150 тысяч итальянских лир. Классический стиль, задний привод, малые задние плавники, малый двигатель и малая цена, всё это, как предполагалось, должно было удовлетворить итальянскую публику, особенно молодёжь.
Количество деталей и комплектаций было существенным, даже по сравнению с такими производителями, как Alfa Romeo. Необходимо отметить наличие двойного слоя ткани для большей непроницаемости, а также наличия хорошей печки.
Двигатель мощностью 43 лошадиные силы разгонял автомобиль до 140 км/ч. С 1963 года автомобиль был оснащен новым двигателем с увеличенным объемом до 1098 куб.см, полученный путем изменения соотношения хода поршня, мощностью 58 л. с. Название сменилось на Innocenti 1100 Spider.
С изменением автомобиля сменилось название на Innocenti S. Внешние изменения были очень незначительны, дисковые тормоза стали устанавливаться на передние колёса, появилась возможность замены мягкой крыши на жесткую, превращавшую автомобиль фактически в малое купе.
Производство автомобиля продолжалось до 1969 года.

## Галерея

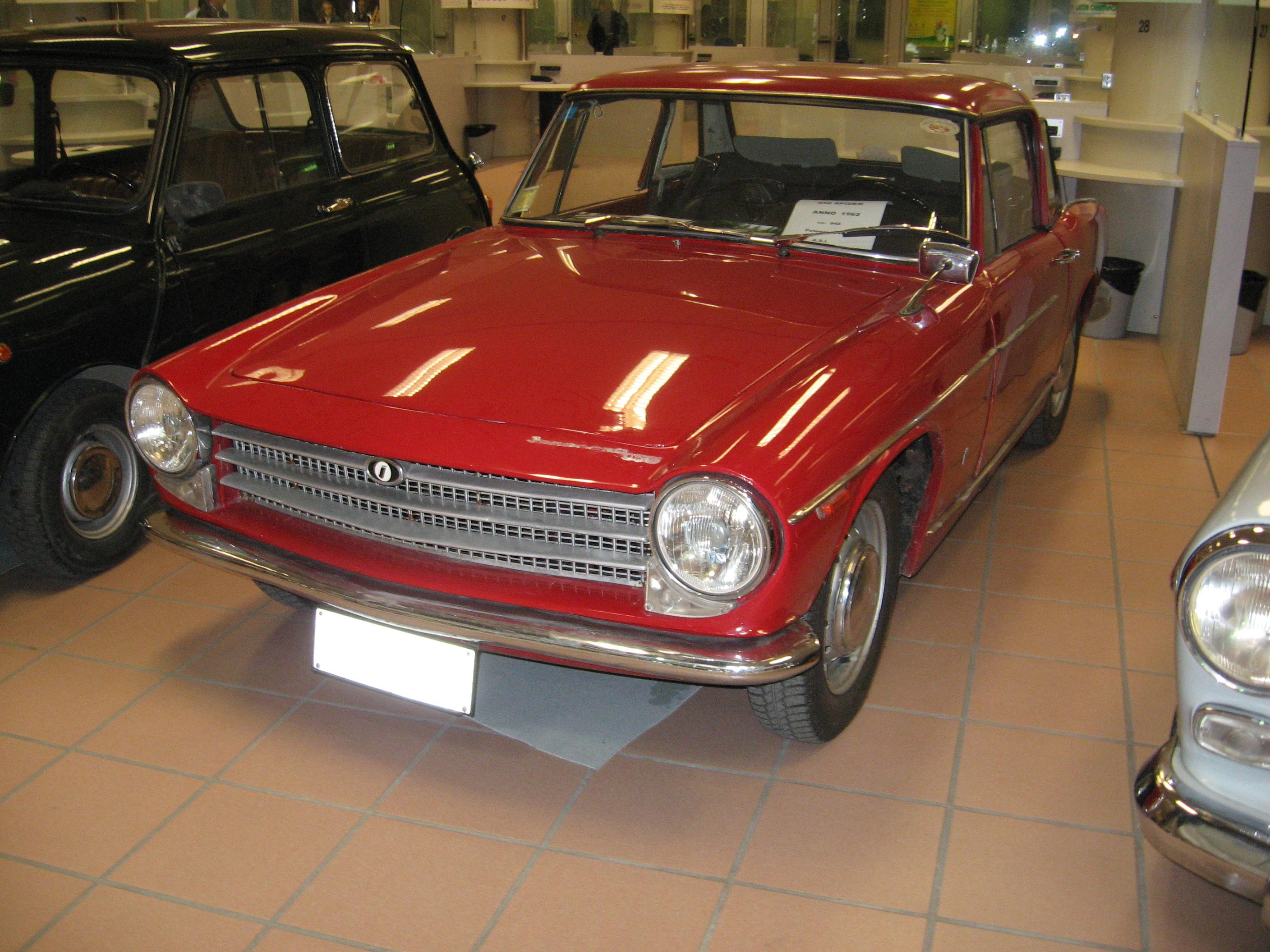
Innocenti 950 S Spider
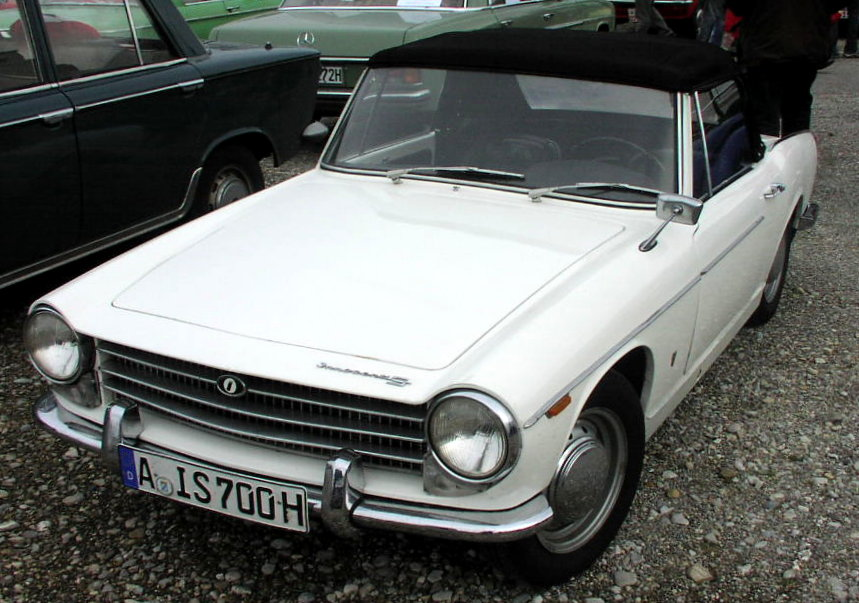
Innocenti Spder S (1965)
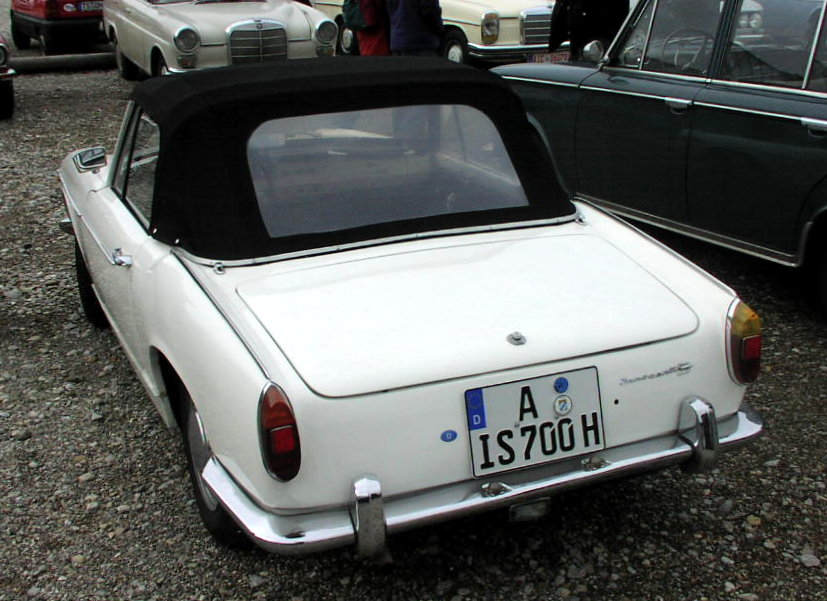
- вид сзади
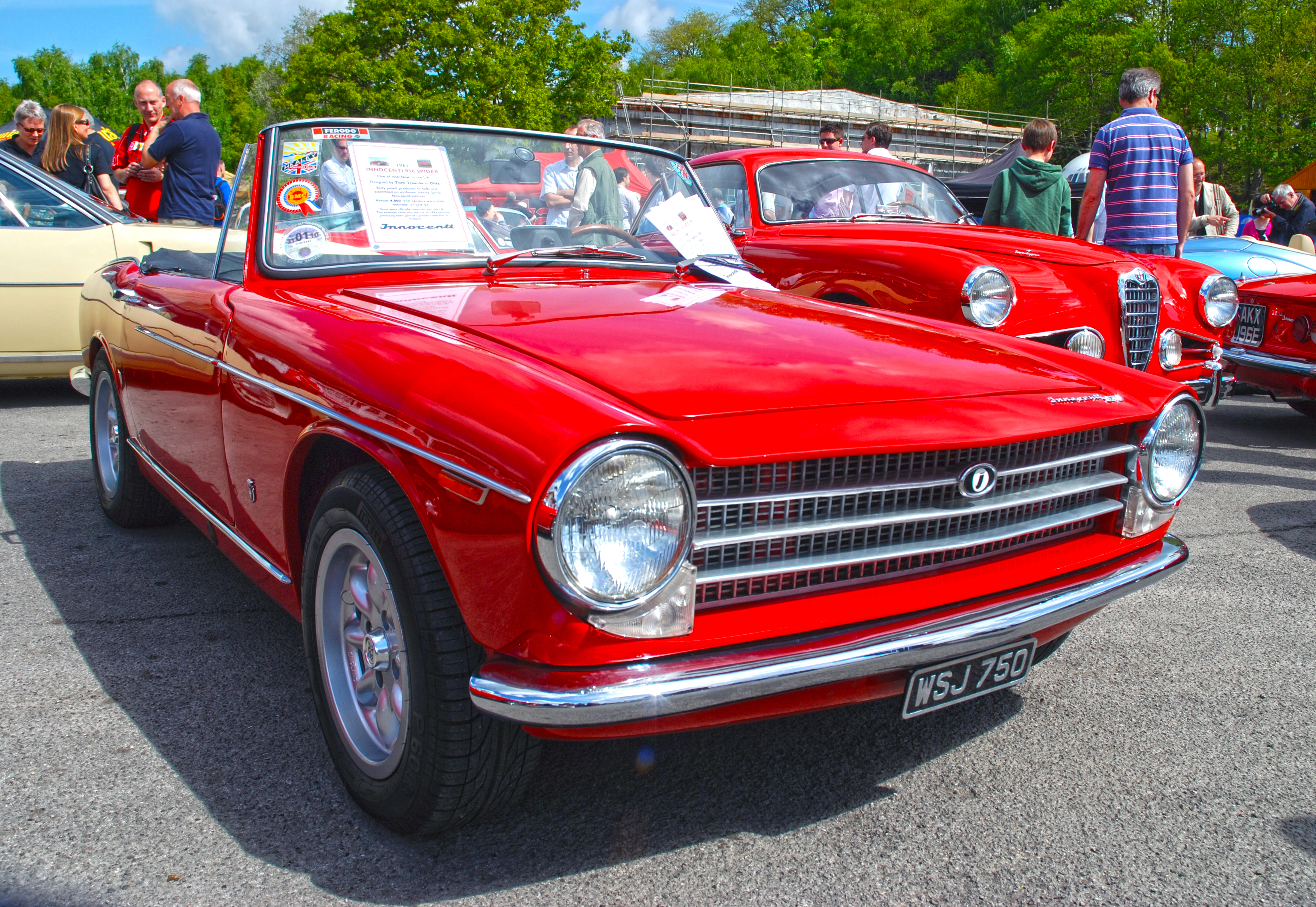
Innocenti Spider (1961)